# Collegio uninominale Puglia - 03 (Camera dei deputati 2020)
Il collegio elettorale uninominale Puglia - 03 è un collegio elettorale uninominale della Repubblica Italiana per l'elezione della Camera dei deputati.

## Territorio
Come previsto dalla legge n. 51 del 27 maggio 2019, il collegio è stato definito tramite decreto legislativo all'interno della circoscrizione Puglia.
È formato dal territorio di 7 comuni della provincia di Barletta-Andria-Trani: Andria, Barletta, Bisceglie, Margherita di Savoia, Minervino Murge, Spinazzola e Trani.
Il collegio è parte del collegio plurinominale Puglia - 01.

## Eletti
| Elezione | Elezione | Deputato          | Partito           |
| -------- | -------- | ----------------- | ----------------- |
|          | 2022     | Mariangela Matera | Fratelli d'Italia |

## Dati elettorali

### XIX legislatura
Come previsto dalla legge elettorale, 147 deputati sono eletti con sistema a maggioranza relativa in altrettanti collegi uninominali a turno unico.
| Candidati                                 | Candidati                   | Voti    | %     | Liste                          | Voti    | %     |
| ----------------------------------------- | --------------------------- | ------- | ----- | ------------------------------ | ------- | ----- |
|                                           | Mariangela Matera ✔️ Eletto | 59 245  | 40,83 | Fratelli d'Italia              | 28 826  | 19,86 |
| Forza Italia                              | Mariangela Matera ✔️ Eletto | 59 245  | 40,83 | 22 660                         | 15,61   |       |
| Lega per Salvini Premier                  | Mariangela Matera ✔️ Eletto | 59 245  | 40,83 | 7 123                          | 4,91    |       |
| Noi moderati/Lupi - Toti - Brugnaro - UDC | Mariangela Matera ✔️ Eletto | 59 245  | 40,83 | 636                            | 0,44    |       |
|                                           | Angela Anna Bruna Piarulli  | 39 184  | 27,00 | Movimento 5 Stelle             | 39 184  | 27,00 |
|                                           | Sabino Zinni                | 33 586  | 23,14 | Partito Democratico-IDP        | 23 836  | 16,43 |
| Alleanza Verdi e Sinistra                 | Sabino Zinni                | 33 586  | 23,14 | 4 989                          | 3,44    |       |
| +Europa                                   | Sabino Zinni                | 33 586  | 23,14 | 3 493                          | 2,41    |       |
| Impegno Civico - Centro Democratico       | Sabino Zinni                | 33 586  | 23,14 | 1 268                          | 0,87    |       |
|                                           | Gennaro Antonio Rociola     | 9 274   | 6,39  | Azione - Italia Viva - Calenda | 9 274   | 6,39  |
|                                           | Antonio Pica                | 1 703   | 1,17  | Italexit                       | 1 703   | 1,17  |
|                                           | Roberto Cardilli            | 1 223   | 0,84  | Italia Sovrana e Popolare      | 1 223   | 0,84  |
|                                           | Anna Maria Sternativo       | 903     | 0,62  | Unione Popolare                | 903     | 0,62  |
| Totale                                    | Totale                      | 145 118 | 100   |                                | 145 118 | 100   |
|                                           |                             |         |       |                                |         |       |
| Schede bianche                            | Schede bianche              | 1 967   | 1,30  |                                |         |       |
| Schede nulle                              | Schede nulle                | 3 880   | 2,57  |                                |         |       |
| Votanti                                   | Votanti                     | 150 965 | 56,73 |                                |         |       |
| Elettori                                  | Elettori                    | 266 123 |       |                                |         |       |